# Chad Rau
Pour les articles homonymes, voir Rau.
Chad Rau (né le 18 janvier 1987 à Eden Prairie, Minnesota aux États-Unis) est un joueur professionnel américain de hockey sur glace. Il évolue au poste de centre. Il est le frère de Kyle Rau, également joueur de hockey professionnel.

## Carrière de joueur
Rau est repêché au 7e tour, 228e rang, par les Maple Leafs de Toronto lors du repêchage de la Ligue nationale de hockey en 2005 alors qu'il évolue avec les Buccaneers de Des Moines. Au terme de cette saison, il est nommé dans les équipes d'étoiles de la ligue. Il s'aligne ensuite quatre saisons avec les Tigers de Colorado College. En 2009-2010, il devient professionnel en se joignant aux Aeros de Houston de la Ligue américaine de hockey.
À sa deuxième saison au Texas, il aide son club à se rendre jusqu'en finale de la Coupe Calder mais les Aeros s'inclinent en 6 parties face aux Senators de Binghamton. Il fait ses débuts dans la LNH en 2011-2012 avec le Wild du Minnesota et joue 9 matchs pour 2 buts avec cette équipe.

## Statistiques

### En club
| Saison    | Équipe                     | Ligue |    | Saison régulière | Saison régulière | Saison régulière | Saison régulière | Saison régulière |   | Séries éliminatoires | Séries éliminatoires | Séries éliminatoires | Séries éliminatoires | Séries éliminatoires |
| Saison    | Équipe                     | Ligue | PJ | B                | A                | Pts              | Pun              | PJ               | B | A                    | Pts                  | Pun                  |                      |                      |
| 2004-2005 | Buccaneers de Des Moines   | USHL  | 57 | 31               | 40               | 71               | 32               | -                | - | -                    | -                    | -                    |                      |                      |
| 2005-2006 | Tigers de Colorado College | NCAA  | 42 | 13               | 17               | 30               | 8                | -                | - | -                    | -                    | -                    |                      |                      |
| 2006-2007 | Tigers de Colorado College | NCAA  | 39 | 14               | 17               | 31               | 4                | -                | - | -                    | -                    | -                    |                      |                      |
| 2007-2008 | Tigers de Colorado College | NCAA  | 40 | 28               | 14               | 42               | 8                | -                | - | -                    | -                    | -                    |                      |                      |
| 2008-2009 | Tigers de Colorado College | NCAA  | 38 | 18               | 19               | 37               | 6                | -                | - | -                    | -                    | -                    |                      |                      |
| 2009-2010 | Aeros de Houston           | LAH   | 79 | 19               | 19               | 38               | 7                | -                | - | -                    | -                    | -                    |                      |                      |
| 2010-2011 | Aeros de Houston           | LAH   | 60 | 13               | 27               | 40               | 12               | 24               | 6 | 3                    | 9                    | 2                    |                      |                      |
| 2011-2012 | Aeros de Houston           | LAH   | 67 | 14               | 21               | 35               | 2                | 4                | 0 | 0                    | 0                    | 2                    |                      |                      |
| 2011-2012 | Wild du Minnesota          | LNH   | 9  | 2                | 0                | 2                | 0                | -                | - | -                    | -                    | -                    |                      |                      |
| 2012-2013 | Aeros de Houston           | LAH   | 60 | 16               | 11               | 27               | 6                | 5                | 1 | 2                    | 3                    | 0                    |                      |                      |
| 2013-2014 | Wild de l'Iowa             | LAH   | 33 | 1                | 6                | 7                | 0                | -                | - | -                    | -                    | -                    |                      |                      |
| 2013-2014 | Sharks de Worcester        | LAH   | 28 | 2                | 4                | 6                | 6                | -                | - | -                    | -                    | -                    |                      |                      |
| 2014-2015 | EHC Linz                   | EBEL  | 24 | 3                | 4                | 7                | 2                | -                | - | -                    | -                    | -                    |                      |                      |
| 2014-2015 | SaiPa                      | Liiga | 26 | 9                | 5                | 14               | 0                | 7                | 4 | 2                    | 6                    | 2                    |                      |                      |
| 2015-2016 | SaiPa                      | Liiga | 60 | 28               | 18               | 46               | 0                | 6                | 2 | 1                    | 3                    | 4                    |                      |                      |
| 2016-2017 | HC Red Star Kunlun         | KHL   | 60 | 20               | 20               | 40               | 6                | 5                | 1 | 1                    | 2                    | 0                    |                      |                      |
| 2017-2018 | Neftekhimik Nijnekamsk     | KHL   | 30 | 10               | 3                | 13               | 4                | -                | - | -                    | -                    | -                    |                      |                      |
| 2017-2018 | Avangard Omsk              | KHL   | 14 | 2                | 1                | 3                | 0                | 5                | 0 | 0                    | 0                    | 2                    |                      |                      |
| 2018-2019 | HC Slovan Bratislava       | KHL   | 55 | 7                | 10               | 17               | 4                | -                | - | -                    | -                    | -                    |                      |                      |
| 2019-2020 | Glasgow Clan               | EIHL  | 43 | 12               | 24               | 36               | 10               | -                | - | -                    | -                    | -                    |                      |                      |

### En équipe nationale
| Année | Équipe             | Compétition                         |   | PJ | B | A | Pts | Pun           |  | Résultats |
| 2005  | États-Unis -18 ans | Championnat du monde junior -18 ans | 6 | 1  | 0 | 1 | 0   | Médaille d'or |  |           |

## Trophées et honneurs personnels
- 2004-2005 :
  - Recrue de l'année de l'USHL
  - Première équipe d'étoiles de l'USHL
  - Équipe des recrues de l'USHL
  - Champion du monde moins de 18 ans avec les États-Unis
- 2007-2008 :
  - Première équipe d'étoiles de la WCHA
  - Seconde équipe All-America Ouest de la NCAA
- 2008-2009 :
  - Première équipe d'étoiles de la WCHA
  - Seconde équipe All-America Ouest de la NCAA
- 2015-2016 :
  - Trophée Aarne-Honkavaara de la Liiga
  - Trophée Raimo-Kilpiö